# Явдотівка
Явдо́тівка — село в Україні, в Криворізькому районі Дніпропетровської області. Входить до складу Карпівської сільської громади. 
До 2017 року орган місцевого самоврядування — Новомалинівська сільська рада. Населення — 332 мешканці.

## Географія
Село Явдотівка знаходиться на лівому березі річки Вербова, нижче за течією на відстані 6 км розташоване село Розівка, на протилежному березі — село Мирне. Річка в цьому місці пересихає, на ній зроблена зроблено кілька загат.

## Населення

### Мова
Розподіл населення за рідною мовою за даними перепису 2001 року:
| Мова       | Кількість | Відсоток |
| ---------- | --------- | -------- |
| українська | 312       | 93.98%   |
| російська  | 18        | 5.42%    |
| угорська   | 1         | 0.30%    |
| румунська  | 1         | 0.30%    |
| Усього     | 332       | 100%     |

## Інтернет-посилання
- Погода в селі Явдотівка

1. ↑  Рідні мови в об'єднаних територіальних громадах України — Український центр суспільних даних